# Мак Гаффи, Юлия Александровна
Юлия Александровна Мак Гаффи (Мак-Гаффи, Макгаффи) (укр. Юлія Олександрівна Мак Гаффі, англ. McGuffie, урожд. Дядченко; род. 11 сентября 1975) — украинская журналистка, прежде главный редактор Корреспондент.net (по ноябрь 2013, в «Корреспонденте» она проработала 13 лет), а ныне, с 2018, — NV.ua; медиаэксперт. Заслуженный журналист Украины (2009). В журналистике с 1994 года.

## Биография
«В году 1988-89 во время горбачевской оттепели [меня] поразило то влияние, которое оказывали на общество наконец-то начавшие появляться острые, жесткие материалы в „Литературной газете“, например, „Огоньке“ и „Юности“… Именно поэтому я после школы поступила на журфак Университета Тараса Шевченко».
После первого курса института журналистики в 1994 году пришла на практику в английскую редакцию Всемирной службы Радио Украина (Международное радио Украины) и там осталась работать и провела там порядка пяти лет. А в 2000, «немногим более чем за месяц до запуска» устроилась международным редактором на Корреспондент.net, после чего чередовала работу там с работой в собственно журнале, а в 2006 году стала главным редактором сайта.
После ухода из «Корреспондента» в 2013, работала в команде ТСН. Затем в июне 2014 присоединилась к команде фонда Елены Пинчук «АнтиСПИД», занималась его цифровыми проектами, запустила сайт AIDS.ua. По собственным словам, после Корреспондента «на четыре года ушла из информационного поля и занималась чем-то нишевым и небольшим». В январе 2016 она стала главредом Forum Daily, а летом того же года было объявлено о начале её руководства сайтом hromadske.ua. В 2017 году запустила проект Charitum.com.
Любительница животных, особенно собак, и путешествовать.